# 완주군의 향토문화재
완주군의 향토문화재는 향토문화유산 중 「문화재보호법」또는 「전라북도 문화재보호 조례」에 의해 지정되지 않은 문화재로서 향토문화의 역사적·예술적·학술적 또는 경관적 가치가 현저하여 완주군수가 「완주군 향토문화유산 보호 및 관리 조례」 제12조 규정에 따라 지정한 문화재로 다음 각 호의 것을 말한다.
1. 유형문화재 : 건조물, 전적, 서적, 고문서, 회화, 조각, 공예품 등 유형의 문화적 소산으로서 향토문화의 역사적·예술적·학술적 가치가 큰 것
2. 무형문화재 : 연극, 음악, 무용, 놀이, 의식, 공예기술 등 무형의 문화적 소산으로서 향토문화의 역사적·예술적·학술적 가치가 큰 것
3. 기념물 : 다음 각 목의 것을 말한다.
가. 절터, 옛무덤, 조개무덤, 성터, 궁터, 가마터, 유물포함층 등의 사적지와 특별히 기념이 될 만한 시설물로서 향토문화의 역사적·학술적 가치가 큰 것
나. 경치가 좋은 곳으로서 향토문화의 예술적 가치가 크고 경관이 뛰어난 것
다. 동물(그 서식지, 번식지, 도래지를 포함한다), 식물, 지형, 지질, 광물, 동굴, 생물학적 생성물 또는 특별한 자연현상으로서 향토문화의 역사적· 경관적·학술적 가치가 큰 것
4. 민속자료 : 의식주·생업·신앙·연중행사 등에 관한 풍속이나 관습에 사용되는 의복·가구·가옥 등으로서 향토생활문화의 변화를 이해하는데 반드시 필요한 것

## 지정 목록
| 번호 | 그림 | 명칭            | 소재지 | 소유자 (관리자) | 지정·해제일자        | 비고 |
| ---- | ---- | --------------- | ------ | --------------- | -------------------- | ---- |
| 1호  |      | 완주 갈동유적   | 완주군 |                 | 2018년 2월 22일 지정 |      |
| 2호  |      | 남관진 창건비   | 완주군 |                 | 2018년 2월 22일 지정 |      |
| 3호  |      | 용암리 지석묘군 | 완주군 |                 | 2018년 2월 22일 지정 |      |
| 4호  |      | 비비정지        | 완주군 |                 | 2018년 2월 22일 지정 |      |
| 5호  |      | 망우당행장      | 완주군 |                 | 2018년 2월 22일 지정 |      |

## 참고 문헌
- 완주군 홈페이지 - 고시/공고